# Triplogyna
Triplogyna är ett släkte av spindlar. Triplogyna ingår i familjen täckvävarspindlar.
Kladogram enligt Catalogue of Life:
| Triplogyna | \| \| Triplogyna ignitula \| \| \| \| \| \| Triplogyna major \| \| \| \| |
|            | \| \| Triplogyna ignitula \| \| \| \| \| \| Triplogyna major \| \| \| \| |
|            | Triplogyna ignitula                                                      |
|            |                                                                          |
|            | Triplogyna major                                                         |
|            |                                                                          |